# Surabaya International 2023
Die Surabaya International 2023 im Badminton fanden vom 17. bis zum 22. Oktober 2023 in Surabaya statt.

## Sieger und Platzierte
| Disziplin    | Gold                               | Silber                     | Bronze                                    |
| ------------ | ---------------------------------- | -------------------------- | ----------------------------------------- |
| Herreneinzel | Sholeh Aidil                       | Keita Makino               | Choi Pyeong-gang                          |
| Herreneinzel | Sholeh Aidil                       | Keita Makino               | Ikhsan Leonardo Imanuel Rumbay            |
| Dameneinzel  | Sim Yu-jin                         | Kim Ga-ram                 | Akari Kurihara                            |
| Dameneinzel  | Sim Yu-jin                         | Kim Ga-ram                 | Ester Nurumi Tri Wardoyo                  |
| Herrendoppel | Kenya Mitsuhashi Hiroki Okamura    | Ki Dong-ju Kim Jae-hwan    | Kim Young-hyuk Wang Chan                  |
| Herrendoppel | Kenya Mitsuhashi Hiroki Okamura    | Ki Dong-ju Kim Jae-hwan    | Wei Chun-wei Wu Guan-xun                  |
| Damendoppel  | Laksika Kanlaha Phataimas Muenwong | Sayaka Hobara Yui Suizu    | Jesita Putri Miantoro Febi Setianingrum   |
| Damendoppel  | Laksika Kanlaha Phataimas Muenwong | Sayaka Hobara Yui Suizu    | Ornnicha Jongsathapornparn Alisa Sapniti  |
| Mixed        | Hiroki Nishi Akari Sato            | Choong Hon Jian Go Pei Kee | Kim Young-hyuk Kim Hye-rin                |
| Mixed        | Hiroki Nishi Akari Sato            | Choong Hon Jian Go Pei Kee | Pakkapon Teeraratsakul Phataimas Muenwong |